# Gossip Girls (album của T-ara)
"Gossip Girls" là album phòng thu tiếng Nhật thứ ba của nhóm nhạc thần tượng Hàn Quốc T-ara. Album được phát hành vào ngày 14 tháng 5 năm 2013, bởi nhãn hiệu con EMI Records Japan trực thuộc Universal Music Japan với 2 phiên bản giới hạn và một bản thường.
Album được phát hành với ba phiên bản: Phiên bản Diamond gồm một đĩa CD + DVD + Photobook, phiên bản Sapphire với CD + DVD, và Pearl chỉ gồm đĩa CD. Phiên bản Kim cương bao gồm một cuốn sách ảnh 36 trang và tất cả các phiên bản đều kèm theo các postcard (được chọn lựa ngẫu nhiên dựa trên bảy loại khác nhau).
Trong tuần đầu phát hành, Gossip Girls đứng vị trí thứ 7 trên bảng xếp hạng Oricon Album Chart, với doanh số 10.463 bản. Album đạt hạng 24 ở bảng xếp hạng tháng và tiêu thụ được 12.680 bản.

## Danh sách bài hát
| Tất cả các phiên bản | Tất cả các phiên bản                                                                                           | Tất cả các phiên bản             | Tất cả các phiên bản            | Tất cả các phiên bản |
| STT                  | Nhan đề | Phổ lời                          | Phổ nhạc                        | Thời lượng           |
| -------------------- | --- | -------------------------------- | ------------------------------- | -------------------- |
| 1.                   | "Just Now" | Tairayoo                         | Yasuaki Moriya                  | 3:31                 |
| 2.                   | "Lucky Wannabee!"                                                                                              | Fujibayashi Shoko                | Ahn Youngmin                    | 3:30                 |
| 3.                   | "Number Nine" (phiên bản tiếng Nhật)                                                                           | Shinsadong Tiger, Choi Gyu Sung  | Shinsadong Tiger, Choi Gyu Sung | 3:48                 |
| 4.                   | "Lead the Way"                                                                                                 | Okochi Kouta, Ono Miyaichi Osamu | Okochi Kouta                    | 3:59                 |
| 5.                   | "Keep on Walking"                                                                                              | MEG.ME                           | Ogawa Kota                      | 4:02                 |
| 6.                   | "Knockin' on My Heart"                                                                                         | MEG.ME                           | MEG.ME                          | 3:51                 |
| 7.                   | "Musica Musica"                                                                                                | Takafumi Fujino                  | Takafumi Fujino                 | 3:51                 |
| 8.                   | "Watashi, Doushiyou" (phiên bản tiếng Nhật) (私、どうしよう, "Do You Know Me")                                 | Polar Bear, Shinsadong Tiger     | Polar Bear, Shinsadong Tiger    | 3:38                 |
| 9.                   | "La'boon" | Fujibayashi Shoko                | MEG.ME                          | 4:10                 |
| 10.                  | "A-ha" | Takafumi Fujino                  | Takafumi Fujino                 | 4:32                 |
| 11.                  | "Kioku ～Kimi ga Kureta Michishirube～" (記憶 ~君がくれた道標(みちしるべ)~, "Memories ~You Gave Me Guidance~") | Kiyosumi Ida, Osamu Onomiyaichi  | Kiyosumi Ida                    | 4:24                 |
| 12.                  | "T.T.L ～Time to Love～ (DJ Hanmin Remix)" (phiên bản tiếng Nhật)                                              | HI-D                             | Kim Do-hoon, DJ Hanmin          | 4:06                 |
| 13.                  | "Watashi, Doushiyou Part 2" (phiên bản tiếng Nhật) (Track ẩn)                                                  | Polar Bear, Shinsadong Tiger     | Polar Bear, Shinsadong Tiger    | 3:38                 |

| Phiên bản Kim cương (DVD) | Phiên bản Kim cương (DVD)             | Phiên bản Kim cương (DVD) |
| STT                       | Nhan đề                               | Thời lượng                |
| ------------------------- | ------------------------------------- | ------------------------- |
| 1.                        | "Bộ phim đặc biệt T-ARA Gossip Girls" |                           |

| Phiên bản Sapphire (DVD) | Phiên bản Sapphire (DVD) | Phiên bản Sapphire (DVD) |
| STT                      | Nhan đề | Thời lượng               |
| ------------------------ | --- | ------------------------ |
| 1.                       | "Number Nine" (phiên bản tiếng Nhật) |                          |
| 2.                       | "Kioku ～Kimi ga Kureta Michishirube～" (Kumazawa Naoto Director Version) (記憶 ~君がくれた道標(みちしるべ)~, "Memories ~You Gave Me Guidance~") |                          |
| 3.                       | "Lead the Way" |                          |
| 4.                       | "Lead the Way" (phiên bản T-ara Lip) |                          |
| 5.                       | "Hậu trường buổi thu âm Gossip Girls" |                          |
| 6.                       | "Hậu trường buổi chụp hình album Gossip Girls"                                                                                                   |                          |

## Xếp hạng

### Oricon
| Phát hành           | BXH Oricon          | Vị trí | Doanh số mở màn              | Tổng doanh số |
| ------------------- | ------------------- | ------ | ---------------------------- | ------------- |
| 14 tháng 5 năm 2014 | Bảng xếp hạng ngày  | 3      | 10,463 (tuần) 12,680 (tháng) | 13,393        |
| 14 tháng 5 năm 2014 | Bảng xếp hạng tuần  | 7      | 10,463 (tuần) 12,680 (tháng) | 13,393        |
| 14 tháng 5 năm 2014 | Bảng xếp hạng tháng | 24     | 10,463 (tuần) 12,680 (tháng) | 13,393        |
| 14 tháng 5 năm 2014 | Bảng xếp hạng năm   |        | 10,463 (tuần) 12,680 (tháng) | 13,393        |